# Johann Nepomuk Krieger

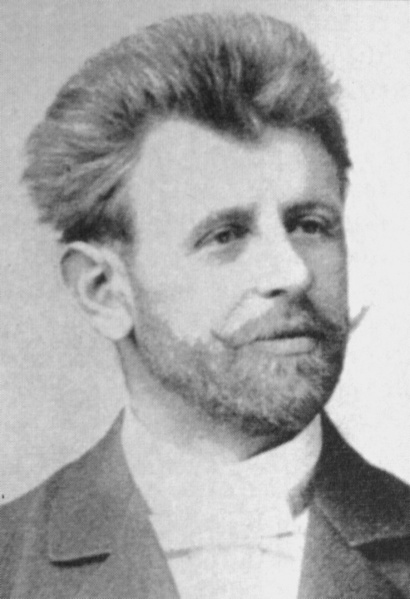
Johann Nepomuk Krieger

Johann Nepomuk Krieger (* 4. Februar 1865 in Unterwiesenbach; † 10. Februar 1902 in San Remo) war ein deutscher Zeichner und Selenograph.
Er wurde in Bayern als Sohn eines Braumeisters geboren. Bereits in jungen Jahren wandte sich sein Interesse der Astronomie zu. Er besuchte die Schule nur bis zum Alter von 15 Jahren. Als er jedoch eine Erbschaft machte, benutzte er das Geld, um in den Außenbezirken von München eine Sternwarte einzurichten. Durch den Direktor des Observatoriums von Köln wurde er angeregt, sein Leben dem Studium und der Beobachtung des Mondes zu widmen.
Krieger beschloss, eine genaue Mondkarte zu erstellen. Zu diesem Zweck besorgte er sich eine Reihe von Negativen der Mondoberfläche mit niedriger Auflösung. Diese waren am Lick-Observatorium und am Pariser Observatorium entstanden. Er vergrößerte diese Bilder und benutzte sie, um genaue Positionierungen für seine resultierenden Zeichnungen zu erhalten. Diese Illustrationen, angefertigt mit Zeichenkohle, Bleistift und Tinte, übertrafen alle früheren Mondkarten an Genauigkeit und Detailreichtum und werden bis heute als Kunstwerke eingeschätzt.
Er erlebte noch die Veröffentlichung der ersten 28 Darstellungen als Band 1 seines Mond-Atlas im Jahre 1898. Jedoch hatte seine Gesundheit stark gelitten, und er starb bald darauf. 1912 wurden seine restlichen Zeichnungen und Skizzen als Band 2 durch den österreichischen Selenographen Rudolf König veröffentlicht.
Der Krater Krieger auf dem Mond wurde 1935 nach ihm benannt.